# Vlag van Rhenen

Vlag van de gemeente Rhenen
(sinds 1968)

Vlag van de gemeente Rhenen
(voor 1955 - 1968)

De vlag van Rhenen werd op 20 augustus 1968 door de gemeenteraad van Rhenen aangenomen als gemeentelijke vlag. De vlag die een eerdere verving, kan als volgt worden omschreven:
Twee banen van gelijke hoogte van wit en rood; de banen zijn over een hoogte van 2/9 van de vlaghoogte viermaal kanteelvormig uitgesneden, waarvan aan de broeking een half rood en aan de vluchtzijde een half wit kanteel.
Het ontwerp en de kleuren zijn ontleend aan het wapen van Rhenen. De kantelen verwijzen naar de burchten in het wapen.

## Oude vlag van Rhenen
De vlag die voor 1968 werd gebruikt bestond uit twee banen van gelijke hoogte van rood en wit, die tot 1955 nooit was vastgesteld. Ondanks een verzoek van de Hoge Raad van Adel om een andere vlag te mogen voeren, besloot de gemeenteraad op 30 augustus 1955 de oude vlag te handhaven. De gemeente en de HRvA waren het oneens over de vlag. Het voorstel van de HRvA (drie banen van gelijke hoogte: rood - wit - zwart) stuitte op bezwaar van de gemeenteraad die bezwaar had tegen een zwarte baan in de vlag.

## Verwante symbolen

Wapen van Rhenen